# Canadá en los Juegos Olímpicos de Amberes 1920
Canadá estuvo representado en los Juegos Olímpicos de Amberes 1920 por un total de 52 deportistas que compitieron en 9 deportes.  
El portador de la bandera en la ceremonia de apertura fue el atleta Archie McDiarmid.

## Medallistas
El equipo olímpico canadiense obtuvo las siguientes medallas:
| Nombre             | Deporte            | Competición        |
| ------------------ | ------------------ | ------------------ |
| Oro                |                    |                    |
| Earl Thomson       | Atletismo          | 110 m vallas M     |
| Bert Schneider     | Boxeo              | Wélter (66,7 kg) M |
| Equipo             | Hockey sobre hielo | Torneo M           |
| Plata              |                    |                    |
| Chris Graham       | Boxeo              | Gallo (53,5 kg) M  |
| Georges Prud'Homme | Boxeo              | Medio (72,6 kg) M  |
| George Vernot      | Natación           | 1500 m libre M     |
| Bronce             |                    |                    |
| Clarence Newton    | Boxeo              | Ligero (61,2 kg) M |
| Moe Herscovitch    | Boxeo              | Medio (72,6 kg) M  |
| George Vernot      | Natación           | 400 m libre M      |